# Пик Локомотив (Тянь-Шань)
Пик Локомотив — горная вершина в северо-западной части тянь-шаньского хребта Заилийский Алатау в точке слияния отрога Кумбель с основной грядой. Располагается между пиком Советов (через перевал Советских Строителей) и ледником Туюксу. Восхождению на пик присвоена категория сложности 1Б.
Первое восхождение выполнено в 1940 году группой альплагеря «Туюксу» под руководством В. Кузьмина.